# 栃木県道22号大沢宇都宮線

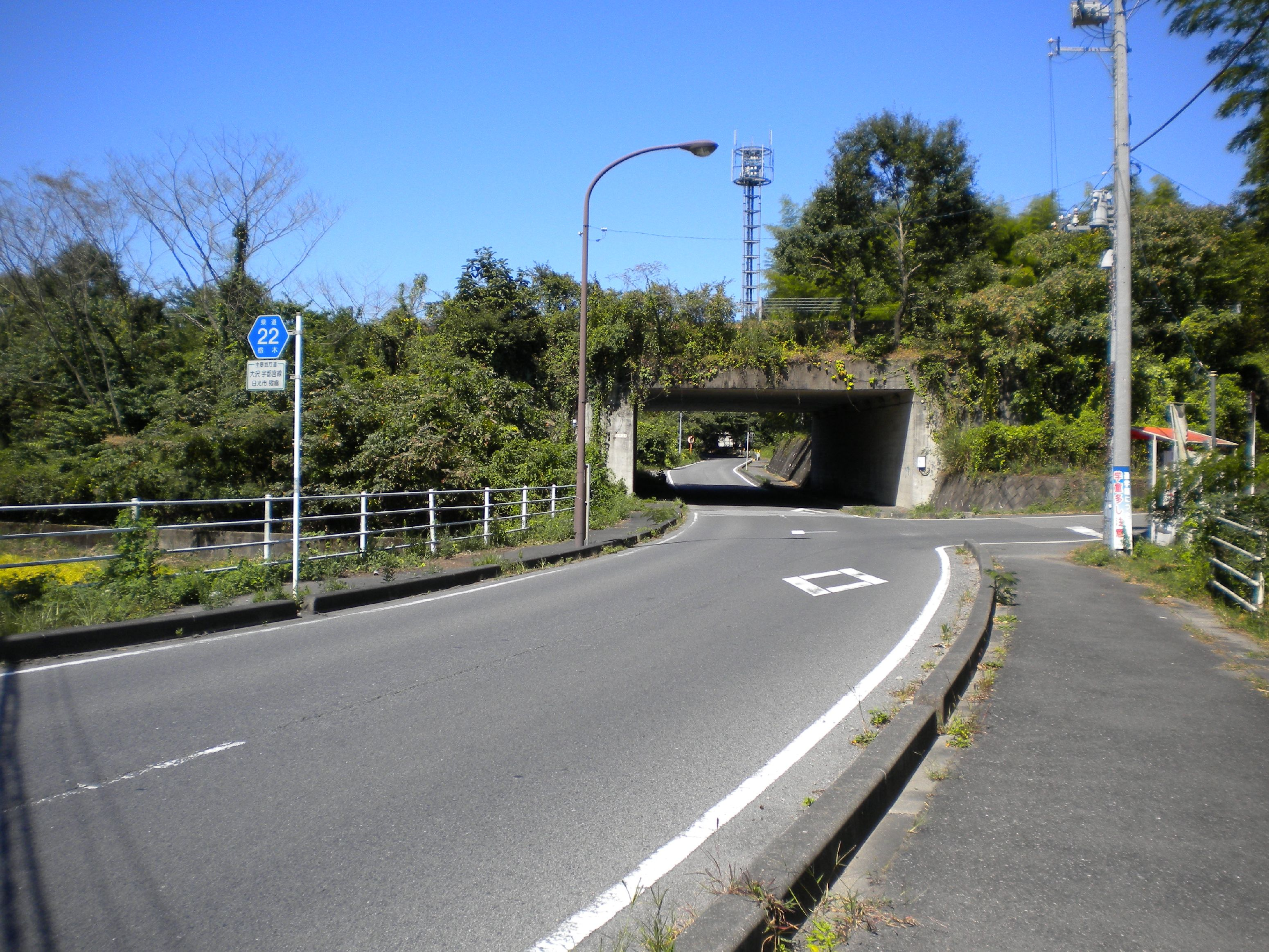
日光市猪倉付近

栃木県道22号大沢宇都宮線（とちぎけんどう22ごう おおさわうつのみやせん）は、栃木県日光市から宇都宮市に至る県道（主要地方道）である。

## 概要
日光市南東部の大沢地区（旧大沢村、日光街道大沢宿）から宇都宮市国本地区（旧国本村）を経由し宇都宮市市街地に向かう道路である。全線が国道119号日光街道に並行しており、国道119号渋滞時の宇都宮 - 今市間の抜け道としても利用されている。宇都宮市域では新里街道（にっさとかいどう）および仁良塚街道（にらつかかいどう）とも呼ばれている。
中世から近世にかけては、松原から中戸祭、東宝木、宝木、細谷、宝木本町、新里町南部までの区間に本道路の元となった二ッ里街道（にっさとかいどう、古道日光道）が通っていた。その後、同区間には1899年（明治32年）に野州人車鉄道により鉄道路線が敷設され、その後宇都宮石材軌道への合併により沿線には戸祭出張所、江原出張所、仁良塚出張所が置かれた。最後は東武鉄道の所有となり大谷軌道線新里・徳次郎枝線が1932年（昭和7年）に廃止となるまで、同鉄路を経て新里石の搬出のほか人の輸送も行われた。
昭和以降は路線バスが公共交通機関として人の輸送を担うこととなり、現在、宇都宮市内の本道を走る路線バスとして、関東自動車（関東バス）がJR宇都宮駅と本路沿線のろまんちっく村間を結ぶ便を運行しており、宝木町以北区間で本路線を走行する。当初は日光（当時は今市）・宇都宮市境付近の栗谷沢ダム（新里ダム）、さらに鞍掛峠を越え、旧今市市猪倉地区を経由し今市営業所までの路線も存在した。なお、沿線には関東自動車駒生営業所細谷車庫が所在し、若草町内の短区間ではあるが、細谷車庫 - JR宇都宮駅間を結ぶ路線バス『清住細谷線』も走行している。
現在、北部区間ほど古道沿線の雰囲気を残しながらも、南部区間ほど宅地化が進んでおり、交通量も増加している。

### 路線データ
- 総延長：17.858 km
- 実延長：17.756 km
- 起点：栃木県日光市大沢町（国道119号交点）
- 終点：栃木県宇都宮市戸祭1丁目（松原2丁目交差点＝国道119号交点）
- 認定：1961年（昭和36年）4月1日

## 歴史
- 1993年（平成5年）5月11日 - 建設省から、県道大沢宇都宮線が大沢宇都宮線として主要地方道に指定される[1]。

## 路線状況

### 別名
新里街道
起点の宇都宮市街地から日光市境までの区間の愛称。
仁良塚街道
バス停など一部ではこちらの名称が使われる。宇都宮市国本地区中心部の小字である宝木本町仁良塚（にらつか）に由来する。

## 地理

### 通過する自治体
- 日光市
- 宇都宮市

### 交差する道路
- 国道119号（起点）
- 栃木県道149号小来川文挟石那田線（日光市猪倉）
- 国道293号（宇都宮市新里町交差点）
- 栃木県道3号宇都宮亀和田栃木線（宇都宮市細谷町交差点）
- 国道119号（終点）

### 沿線にある施設など
- 栗谷沢ダム（宇都宮市新里町）
- ケントスゴルフクラブ（宇都宮市新里町）
- 道の駅うつのみや ろまんちっく村（宇都宮市新里町）
- 宇都宮市立国本中学校（宇都宮市新里町）
- 宇都宮市立国本中央小学校（宇都宮市宝木本町）
- 宇都宮大学付属特別支援学校（宇都宮市宝木町1丁目）
- 栃木県立宇都宮中央女子高等学校（宇都宮市若草2丁目）

## ギャラリー

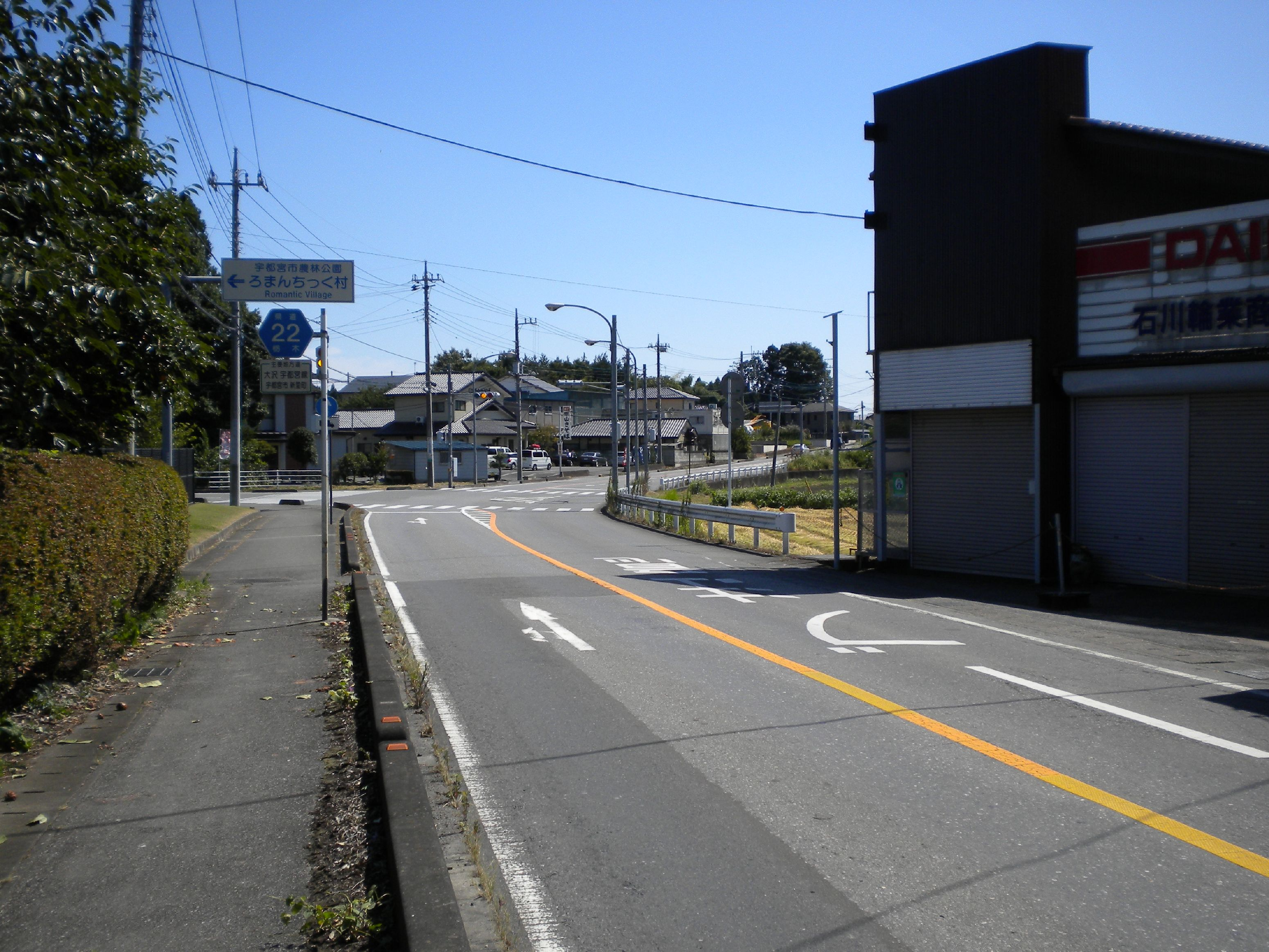
宇都宮市新里町付近
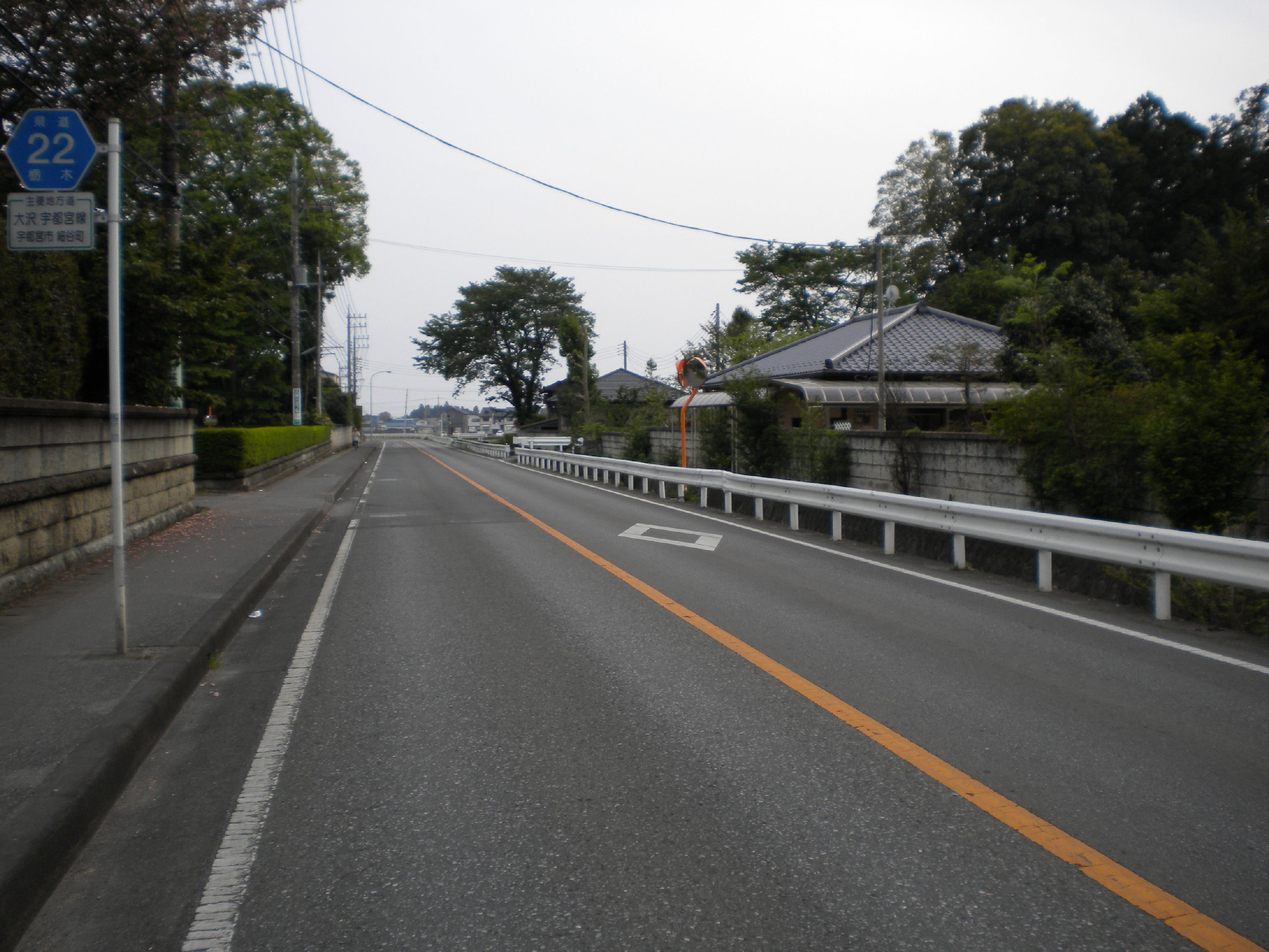
宇都宮市細谷町付近